# Lenz Prütting
Lenz Prütting (* 15. Februar 1940 in Forchheim) ist ein deutscher Theaterwissenschaftler und Philosoph.

## Leben
Lenz Prütting wurde als Sohn des Lehrers Michael Prütting (* 1913) und seiner Ehefrau Marie (* 1918) geboren. Sein Vater starb im August 1942 bei einem Fronteinsatz im Zweiten Weltkrieg beim Anmarsch auf Stalingrad. Im Alter von dreizehn Jahren brachte sich Lenz Prütting mit Hilfe eines Reclam-Heftes selber das Schachspielen bei. 1956 verließ er die Oberrealschule in Forchheim und arbeitete bis Ende 1957 als Bergmann auf der Zeche Fritz-Heinrich in Essen-Altenessen.
Danach kehrte Prütting zur Forchheimer Schule zurück und machte dort 1960 sein Abitur. Im Alter von neunzehn Jahren lernte er seine aus Ostpreußen stammende spätere Ehefrau Doris (* 1941) kennen. Das Paar heiratete 1966. Er studierte in Erlangen zunächst Geologie und Mineralogie, wechselte aber nach dem ersten Semester zum Studium der Philosophie, Germanistik, Psychologie und Theaterwissenschaft in Erlangen und München. 1970 wurde Lenz Prütting an der Universität München in Theaterwissenschaft mit Studien über Georg Fuchs promoviert. Nach der Promotion arbeitete er zehn Jahre am Institut für Theaterwissenschaft der Universität München. Anschließend war er an verschiedenen Theatern als Dramaturg und Regisseur tätig. In den 1980er Jahren war er Dramaturg am Stadttheater Ingolstadt, in den 1990er Jahren als Chefdramaturg an den Städtischen Bühnen Augsburg.

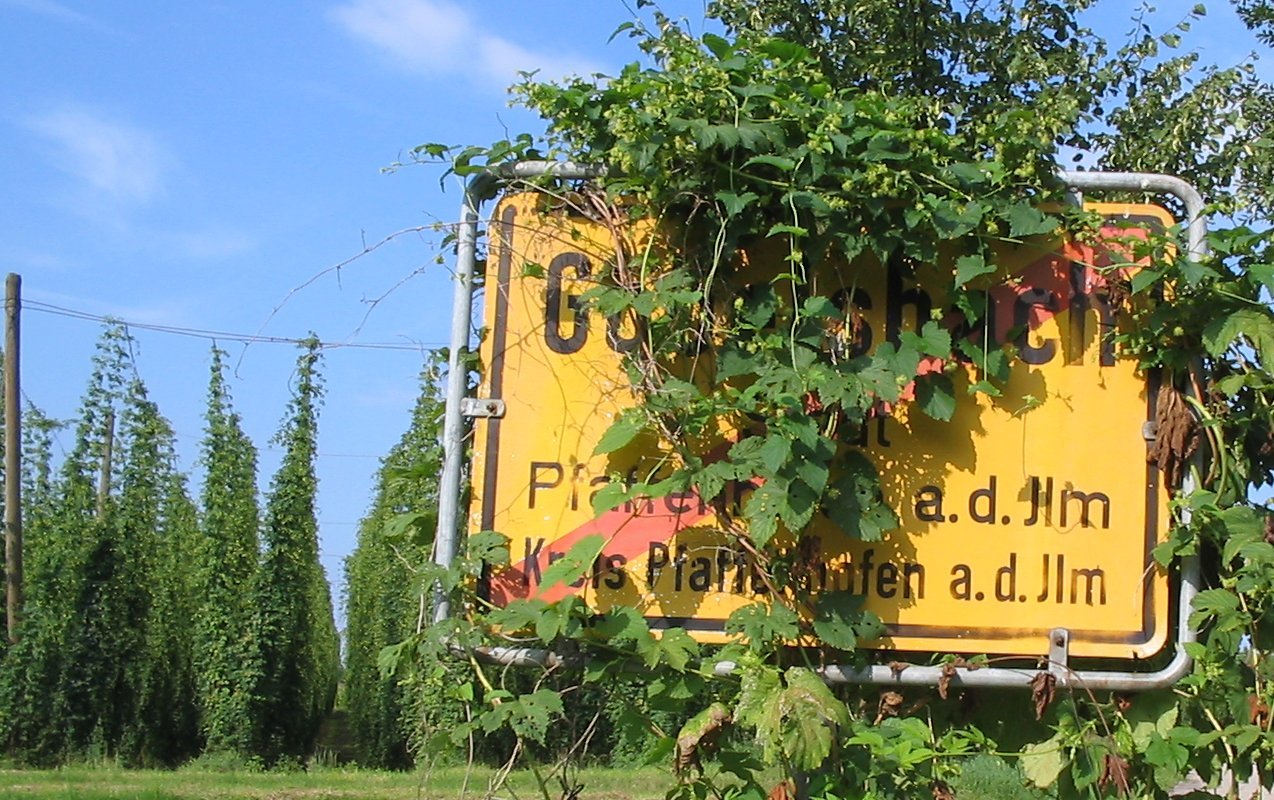
Ortsschild Göbelsbach

Prütting übersetzte dramatische Texte von Shakespeare, Molière und Synge. 2013 erschien seine dreibändige phänomenologische Studie über das Lachen unter dem Titel Homo ridens. Das Werk entstand in den Jahren zwischen 2001 und 2012, und es wird als Band 21 von der Gesellschaft für Neue Phänomenologie e.V. herausgegeben.
Das Ehepaar Lenz und Doris Prütting bewohnt einen alten Bauernhof in Göbelsbach (Holledau), den er 1976 erworben und eigenhändig restauriert hat. Der Ehe entstammt eine Tochter Anna (* 1978).
Lenz Prütting wurde als Philosoph entscheidend geprägt durch seine Lehrer Wilhelm Kamlah, Helmuth Plessner und Hermann Schmitz.

## Publikationen

### Bücher
- Die Revolution des Theaters. Studien über Georg Fuchs, München 1971, 476 Seiten
- Ingolstädter Dramaturgie. Programmheft-Essays aus den Jahren 1982–1987, Ingolstadt 1987, 387 Seiten
- Zum Beispiel Ulm, Stadttheater als kulturpolitische Lebensform, Ulm 1991, 175 Seiten
- Homo ridens. Eine phänomenologische Studie über Wesen, Formen und Funktionen des Lachens, 3 Bde, München/Freiburg 2013, 1947 Seiten, vierte Auflage 2016 als einbändige Dünndruckausgabe mit Glossar und Registern, 2019 Seiten

### Aufsätze (Auswahl)
- Theater als Waffe. Zu einem Festspielprojekt von Georg Fuchs in: Kleine Schriften der Gesellschaft für Theatergeschichte Bd. 25, S. 60–71
- Gallenbildung als literarisches Strukturprinzip in "Zettels Traum", in: Bargfelder Bote, Lfg. 24-25, 1977 S. 3–15
- Die normative und faktische Genese eines Nationaltheaters, in: Roger Bauer/Jürgen Wertheimer (Hg.): Das Ende des Stegreifspiels – Die Geburt des Nationaltheaters, München 1980, S. 153–164
- Die Wissensprobe. Hermeneutische Probleme im Umgang mit dem Werk Arno Schmidts, in: Jörg Drews (Hg.): Gebirgslandschaft mit Arno Schmidt. Grazer Symposion 1980, München 1982, S. 130–145
- Lexikon-Artikel über Arno Schmidt im Kritischen Lexikon zur deutschsprachigen Gegenwartsliteratur (KLG), hg.v. Karl Ludwig Arnold, München 1981, 24 Seiten
- "Weltuntergangs-Schtimmungk". Einige Anmerkungen zur Theateraufführung KAFF 68ff, in: Bargfelder Bote, Lfg. 77-78, 1984, S. 3–16
- Nachrichten aus der Strafkolonie. Einige Anmerkungen zu Johann Karl Wezels philosophischem Roman "Belphegor", Frankfurt/M. 1984, S. 453–502 (Nachwort)
- Das unterstellte Hamlet-Syndrom. Erfahrungen mit theaterwissenschaftlicher Vergangenheit bei der praktischen Theaterarbeit, in: Symposion. Der Wert des Studiums der Theaterwissenschaft für die Theaterpraxis. Referate und Diskussionen, Köln 1989, S. 135–148
- Die Darmstädter Künstlerkolonie und ihre Ansätze zur Theaterreform, in: Aufbruch zur Moderne. Die Darmstädter Künstlerkolonie zwischen Tradition und Innovation, hg. vom Institut Mathildenhöhe, Darmstadt 1993, S. 73–90
- Patriotische Phantasien. Schubarts Vision eines Nationaltheaters für die Republik Ulm im problemgeschichtlichen Zusammenhang, in: Lenz Prütting (Hg.): Zum Beispiel Ulm, Ulm 1991, S. 54–73
- Die wahre Farbe des Chamäleons. Hermeneutische Probleme im Umgang mit dem Werk Arno Schmidts, in: Zettelkasten 10. Jahrbuch der Gesellschaft der Arno-Schmidt-Leser 1991, hg. v. Rudi Schweikert, Frankfurt/M. 1991, S. 267–294
- Über das Mitgehen. Einige Anmerkungen zum Phänomen transorchestraler Einleibung, in: Michael Großheim (Hg.): Leib und Gefühl. Beiträge zur Anthropologie, Berlin 1995, S. 141–152
- Schwimmen, Hängen, Aussetzen. Drei Formen personaler Regression auf der Szene. Ein Beitrag zur Anthropologie des Schauspielers, in: Forum Modernes Theater Bd. 14, 1999, Heft 1, S. 3–31
- Beitrag zu dem Sammelband: "Da war ich hin und weg." Arno Schmidt als prägendes Leseerlebnis. 100 Statements und Geschichten" als Brief an den Herausgeber, in: Band 6 der Schriftenreihe der Gesellschaft der Arno-Schmidt-Leser e.V., Wiesenbach 2004, S. 119–124
- 'Werktreue'. Historische und systematische Aspekte einer theaterpolitischen Debatte über die Grenzen der Theaterarbeit, in: Forum Modernes Theater, Band 21, 2006, Heft 2, S. 107–189
- "Und auf Vernichtung läuft's hinaus." Über Gelächter und Scham, in: Berliner Debatte Initial 17. Jg. 2006, Heft 1/2, S. 123–136
- Die Fremdelphase. Zur Genealogie personaler Lachmündigkeit, in: Fröhliche Wissenschaft. Zur Genealogie des Lachens, hg.v. Kevin Liggieri, München/Freiburg 2015, S. 208–228, auch gedruckt als Heft 24 der Rostocker Phänomenologischen Manuskripte, Rostock 2016; rezensiert von Stefan Diebitz in: der blaue reiter – Journal für Philosophie, Heft 40: Lachen, 2017, S. 112.
- Zum Lachen geboren. Eine Palette des Lachens, in: der blaue reiter – Journal für Philosophie, Heft 40: Lachen 2017, S. 28–33.
- Offener Brief an Günther Flemming in Sachen "Pharos", in: Bargfelder Bote, Lfg, 408-409, Februar 2017, S. 15–21

### Theatertexte
- "Scapin" von Molière, übersetzt und bearbeitet, UA Stadttheater Ingolstadt am 14. Oktober 1983, Bühnenmanuskript beim Theaterverlag Desch, München resp. Felix Bloch Erben Berlin, 53 Seiten
- Der eingebildet Kranke von Molière, übersetzt und bearbeitet, UA Stadttheater Ingolstadt am 30. Januar 1986, Bühnenmanuskripz beim Theaterverlag Desch München resp Felix Bloch Erben Berlin, 92 Seiten
- George Dandin von Molière, übersetzt und bearbeitet, Bühnenmanuskript beim Theaterverlag Desch München resp Felix Bloch Erben Berlin
- Viel Lärm um Nichts von Shakespeare, übersetzt und bearbeitet, Bühnenmanuskript beim Theaterverlag Desch München resp. Felix Bloch Erben Berlin
- Romeo und Julia von Shakespeare, übersetzt und bearbeitet, UA am Pfalztheater Kaiserslautern am 27. September 1991, Bühnenmanuskript beim Theaterverlag Desch München resp. Felix Bloch Erben Berlin
- Der heilige Quell von John Millington Synge, übersetzt, bearbeitet und um eine Lieder ergänzt,  Bühnenmanuskript beim Theaterverlag Desch München resp. Felix Bloch Erben Berlin
- Agnes Bernauer nach Motiven von Martin Greif, UA Agnes-Bernauer-Festspiel Vohburg am 14. Juni 2001